# Emanuel B. Hart
Emanuel Bernard Hart (* 27. Oktober 1809 in New York City; † 29. August 1897 ebenda) war ein US-amerikanischer Jurist und Politiker. Zwischen 1851 und 1853 vertrat er den Bundesstaat New York im US-Repräsentantenhaus.

## Werdegang
Emanuel Bernard Hart wurde ungefähr drei Jahre vor dem Ausbruch des Britisch-Amerikanischen Krieges in New York City geboren und wuchs dort auf. Er besuchte öffentliche Schulen und ging dann kaufmännischen Geschäften nach. Hart diente in der Miliz von New York und bekleidete dort den Dienstgrad eines Colonels. 1845 saß er im Board of Aldermen. Politisch gehörte er der Demokratischen Partei an. Bei den Kongresswahlen des Jahres 1850 wurde Hart im dritten Wahlbezirk von New York in das US-Repräsentantenhaus in Washington, D.C. gewählt, wo er am 4. März 1851 die Nachfolge von Jonas P. Phoenix antrat. Er schied nach dem 3. März 1853 aus dem Kongress aus. Präsident Buchanan ernannte ihn 1857 zum Havariekommissar (surveyor) im Port of New York, eine Stellung, die er bis 1861 innehatte. Im gleichen Jahr brach der Bürgerkrieg aus. Hart saß dann im Board of Assessors. Er studierte Jura und begann nach dem Erhalt seiner Zulassung als Anwalt 1868 zu praktizieren. Dann war er zwischen 1870 und 1873 als Einwanderungskommissar tätig sowie zwischen 1870 und 1876 als Präsident von Mount Sinai Hospital. Drei Jahre später war er Verbrauchsteuer-Kommissar und danach Schatzmeister (treasurer) der Society for the Relief of Poor Hebrews. Er verstarb am 29. August 1897 in New York City und wurde dann auf dem Cypress Hills Cemetery in Brooklyn beigesetzt.